# Nassrolah Radesh
Nasrollah Radesh (en persan :نصرالله رادش) est un acteur iranien des séries télévisées et du cinéma. 

## Filmographie
- Roozegar-e Javani
- Saat-e Khosh (Série télévisée), (1994-1995)
- Tabaghe-ye vasat
- Yek bam va do hava
- Zire Asemane Shahr 1 (Sous le ciel de la ville)
- O+
- Oxygen
- Noghtechin (Points de suspension) (Série télévisée)
- Bagh-e Mozaffar (Jardin de Mozaffar)  (Série télévisée) (2006-2007)
- Mard-e Hezar Chehreh (l'Homme aux mille visages) (Série télévisée), 2008